# Alexandra do Nascimento
Alexandra Priscila do Nascimento (Limeira, 16 september 1981) is een handbalster uit Brazilië. Haar bijnaam luidt Alê.
Do Nascimento vertegenwoordigde haar vaderland viermaal op rij bij de Olympische Spelen: 2004 (Athene), 2008 (Peking), 2012 (Londen) en 2016 (Rio de Janeiro). In 2012 werd ze door de internationale handbalfederatie (IHF) uitgeroepen tot Beste Speelster van het Jaar. Haar grootste succes beleefde Do Nascimento in 2013, toen ze met Brazilië de wereldtitel won in Servië. 

## Privé
Sinds juli 2011, is ze getrouwd me de Chileense handballer Patricio Martínez.